# Biegi narciarskie na Zimowych Igrzyskach Olimpijskich 1972 – sztafeta mężczyzn
Bieg sztafetowy mężczyzn podczas Zimowych Igrzysk Olimpijskich 1972 w Sapporo został rozegrany 13 lutego. Wzięło w nim udział 56 zawodników z czternastu krajów. Mistrzostwo olimpijskie w tej konkurencji wywalczyła reprezentacja ZSRR w składzie: Władimir Woronkow, Jurij Skobow, Fiodor Simaszow i Wiaczesław Wiedienin. 

## Wyniki
| Pozycja | Kraj                                                                               | Czas                                           | Strata    |
| ------- | ---------------------------------------------------------------------------------- | ---------------------------------------------- | --------- |
|         | ZSRR · Władimir Woronkow · Jurij Skobow · Fiodor Simaszow · Wiaczesław Wiedienin   | 2:04:47,94 31:12,52 30:55,42 32:18,63 30:21,37 | -         |
|         | Norwegia · Oddvar Brå · Pål Tyldum · Ivar Formo · Johannes Harviken                | 2:04:57,06 31:10,38 30:58,11 31:16,78 31:31,79 | +9,12     |
|         | Szwajcaria · Alfred Kälin · Albert Giger · Alois Kälin · Eduard Hauser             | 2:07:00,06 31:54,76 31:40,14 31:13,11 32:12,05 | +2:12,12  |
| 4.      | Szwecja · Thomas Magnuson · Lars-Göran Åslund · Gunnar Larsson · Sven-Åke Lundbäck | 2:07:03,60 31:10,56 31:59,65 31:35,96 32:17,43 | +2:15,66  |
| 5.      | Finlandia · Hannu Taipale · Juha Mieto · Juhani Repo · Osmo Karjalainen            | 2:07:50,19 32:17,19 30:54,64 33:47,89 30:50,47 | +3:02,25  |
| 6.      | NRD · Gerd Heßler · Axel Lesser · Gerhard Grimmer · Gert-Dietmar Klause            | 2:10:03,73 32:19,74 31:09,53 33:49,31 32:45,15 | +5:15,79  |
| 7.      | RFN · Franz Betz · Urban Hettich · Hartmut Döpp · Walter Demel                     | 2:10:42,85 33:08,14 34:06,06 32:22,00 31:06,65 | +5:54,91  |
| 8.      | Czechosłowacja · Stanislav Henych · Ján Fajstavr · Ján Michalko · Ján Ilavský      | 2:11:27,55 32:00,85 31:51,70 33:19,57 34:15,43 | +6:39,61  |
| 9.      | Włochy · Carlo Favre · Elviro Blanc · Renzo Chiocchetti · Ulrico Kostner           | 2:12:07,11 32:43,49 33:13,80 33:29,66 32:40,16 | +7:19,17  |
| 10.     | Japonia · Hideo Tanifuji · Kunio Shibata · Akiyoshi Matsuoka · Tomio Okamura       | 2:13:59,14 35:21,60 32:39,30 33:40,58 32:17,66 | +9:11,20  |
| 11.     | Francja · Jean-Paul Vandel · Roland Jeannerod · Gilbert Faure · Jean Jobez         | 2:14:35,98 33:35,28 33:00,69 34:35,09 33:24,92 | +9:48,04  |
| 12.     | Stany Zjednoczone · Tim Caldwell · Mike Gallagher · Larry Martin · Mike Elliott    | 2:14:37,28 33:29,43 33:09,56 34:47,78 33:10,51 | +9:49,34  |
| 13.     | Kanada · Fred Kelly · Roger Allen · Jarl Omholt-Jensen · Malcolm Hunter            | 2:16:56,41 33:30,92 35:06,61 35:34,13 32:44,75 | +12:08,47 |
| 14.     | Austria · Herbert Wachter · Josef Hauser · Ulli Öhlböck · Heinrich Wallner         | -                                              | DNF       |